# La Croix-aux-Bois
 La Croix-aux-Bois  là một xã ở tỉnh Ardennes, thuộc vùng Grand Est ở phía bắc nước Pháp.